# Citroën DS3 WRC

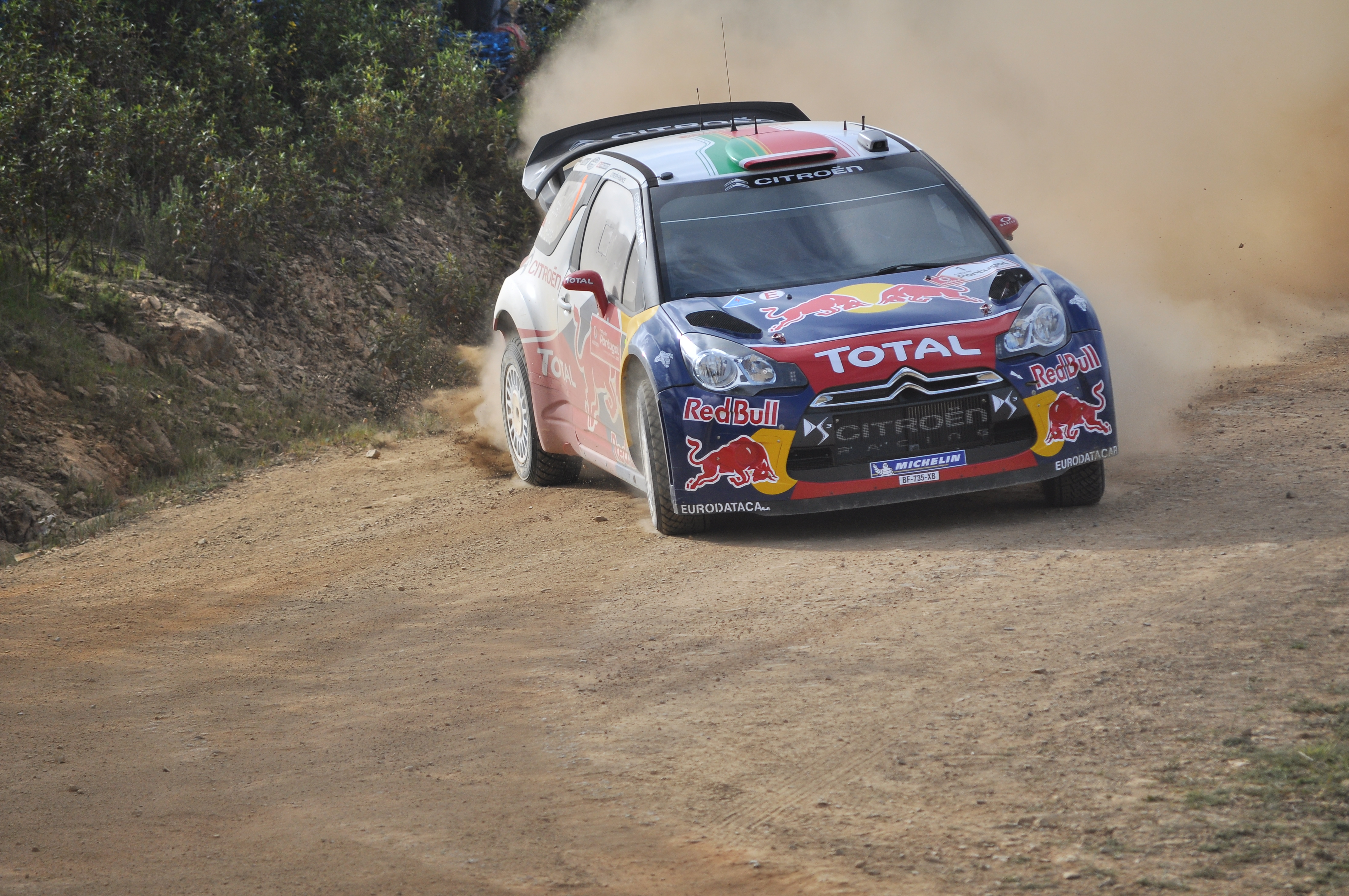
Sébastien Loeb za kierownicą DS3 WRC podczas Rajdu Portugalii 2011

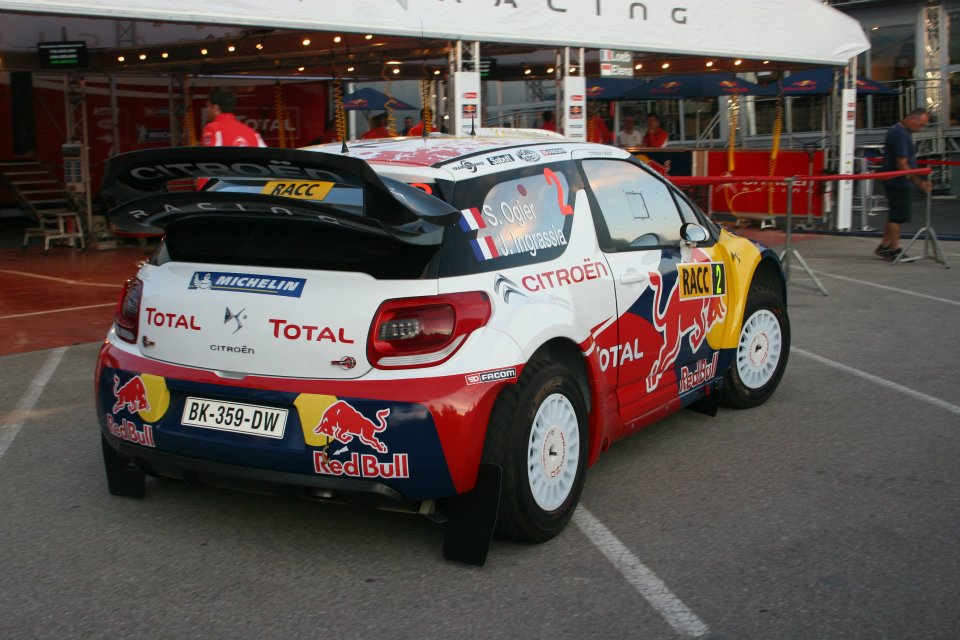
Tył auta

Citroën DS3 WRC – samochód rajdowy klasy WRC, którego debiut na rajdowych trasach miał miejsce podczas Rajdu Szwecji 2011. Model ten jest zbudowany na bazie Citroëna DS3 w oparciu o nowe regulacje techniczne FIA obowiązujące od sezonu 2011. Jest następcą bardzo utytułowanego Citroëna C4 WRC.
Samochód został zbudowany zgodnie z nowymi wytycznymi na 2011 rok, które powstały w oparciu o istniejące zasady dotyczące konstrukcji aut klasy Super 2000. Zgodnie z nimi auto wyposażone jest w turbodoładowany silnik o pojemności 1,6 litra z bezpośrednim wtryskiem paliwa i napęd na cztery koła.
Prace nad budową i rozwojem auta trwały przez cały 2010 rok oraz na początku 2011 roku. W jazdach testowych uczestniczyli kierowcy Citroëna: Sébastien Loeb, Daniel Sordo, Sébastien Ogier, a także kierowca testowy Philippe Bugalski, jak również kierowcy siostrzanego Peugeota: Kris Meeke i Stéphane Sarrazin. Początkowo samochód podczas testów napędzany był osłabionym, 2-litrowym silnikiem z modelu C4 WRC, gdyż nowy silnik 1.6 był dopiero w przygotowaniu.

## Sukcesy w rajdach
Podczas debiutu w Rajdzie Szwecji wystartowały cztery Citroëny DS3 WRC, za których kierownicami zasiedli: Sébastien Loeb, Sébastien Ogier, Petter Solberg i Kimi Räikkönen. Loeb i Ogier w sezonie 2011 jeździli w fabrycznych barwach Citroën Total World Rally Team. W dalszej części sezonu autem startowali także: Peter Van Merksteijn Jr., Peter van Merksteijn oraz Jewgienij Nowikow.
Pierwsze zwycięstwo za kierownicą DS3 WRC odniósł Sébastien Loeb w Rajdzie Meksyku. W sumie, kierowcy Citroëna wygrali nim 10 z 13 rajdów sezonu 2011, przegrywając tylko w Rajdzie Szwecji oraz w dwóch rajdach, gdzie borykali się z problemami, nie kończąc rajdu lub finiszując na odległych pozycjach.

### Zwycięstwa w WRC
| Nr | Rajd                     | Sezon | Nawierzchnia  | Kierowca        | Pilot             |
| -- | ------------------------ | ----- | ------------- | --------------- | ----------------- |
| 1  | Rajd Meksyku 2011        | 2011  | szuter        | Sébastien Loeb  | Daniel Elena      |
| 2  | Rajd Portugalii 2011     | 2011  | szuter        | Sébastien Ogier | Julien Ingrassia  |
| 3  | Rajd Jordanii 2011       | 2011  | szuter        | Sébastien Ogier | Julien Ingrassia  |
| 4  | Rajd Włoch 2011          | 2011  | szuter        | Sébastien Loeb  | Daniel Elena      |
| 5  | Rajd Argentyny 2011      | 2011  | szuter        | Sébastien Loeb  | Daniel Elena      |
| 6  | Rajd Grecji 2011         | 2011  | szuter        | Sébastien Ogier | Julien Ingrassia  |
| 7  | Rajd Finlandii 2011      | 2011  | szuter        | Sébastien Loeb  | Daniel Elena      |
| 8  | Rajd Niemiec 2011        | 2011  | asfalt        | Sébastien Ogier | Julien Ingrassia  |
| 9  | Rajd Francji 2011        | 2011  | asfalt        | Sébastien Ogier | Julien Ingrassia  |
| 10 | Rajd Hiszpanii 2011      | 2011  | asfalt/szuter | Sébastien Loeb  | Daniel Elena      |
| 11 | Rajd Monte Carlo 2012    | 2012  | asfalt/śnieg  | Sébastien Loeb  | Daniel Elena      |
| 12 | Rajd Meksyku 2012        | 2012  | szuter        | Sébastien Loeb  | Daniel Elena      |
| 13 | Rajd Argentyny 2012      | 2012  | szuter        | Sébastien Loeb  | Daniel Elena      |
| 14 | Rajd Grecji 2012         | 2012  | szuter        | Sébastien Loeb  | Daniel Elena      |
| 15 | Rajd Nowej Zelandii 2012 | 2012  | szuter        | Sébastien Loeb  | Daniel Elena      |
| 16 | Rajd Finlandii 2012      | 2012  | szuter        | Sébastien Loeb  | Daniel Elena      |
| 17 | Rajd Niemiec 2012        | 2012  | asfalt        | Sébastien Loeb  | Daniel Elena      |
| 18 | Rajd Francji 2012        | 2012  | asfalt        | Sébastien Loeb  | Daniel Elena      |
| 19 | Rajd Włoch 2012          | 2012  | szuter        | Mikko Hirvonen  | Jarmo Lehtinen    |
| 20 | Rajd Hiszpanii 2012      | 2012  | asfalt/szuter | Sébastien Loeb  | Daniel Elena      |
| 21 | Rajd Monte Carlo 2013    | 2013  | asfalt/śnieg  | Sébastien Loeb  | Daniel Elena      |
| 22 | Rajd Argentyny 2013      | 2013  | szuter        | Sébastien Loeb  | Daniel Elena      |
| 23 | Rajd Niemiec 2013        | 2013  | asfalt        | Dani Sordo      | Carlos del Barrio |
| 24 | Rajd Argentyny 2015      | 2015  | szuter        | Kris Meeke      | Paul Nagle        |
| 25 | Rajd Portugalii 2016     | 2016  | szuter        | Kris Meeke      | Paul Nagle        |
| 26 | Rajd Finlandii 2016      | 2016  | szuter        | Kris Meeke      | Paul Nagle        |

## Dane techniczne
|                            | Citroën DS3 WRC |
| -------------------------- | --- |
| Silnik                     | Citroën Racing, DOHC, 4 cylindry, 16 zaworów turbodoładowany z bezpośrednim wtryskiem benzyny, umieszczony poprzecznie z przodu |
| Pojemność skokowa          | 1598 cm3 |
| Średnica tłoka             | 82 mm |
| Skok tłoka                 | 75,5 mm |
| Moc maksymalna             | 300 KM / 6000 obr./min. |
| Maksymalny moment obrotowy | 350 Nm / 3250 obr./min. |
| Napęd                      | na cztery koła |
| Skrzynia biegów            | 6-biegowa sekwencyjna Sadev |
| Mechaniczne dyferencjały   | przedni i tylny, samoblokujące                                                                                                  |
| Sprzęgło                   | dwutarczowe, ceramiczno-metaliczne                                                                                              |
| Zawieszenie przód          | kolumna MacPhersona |
| Zawieszenie tył            | kolumna MacPhersona |
| Opony                      | Michelin |
| Koła                       | 8x18 cali (asfalt) 7x15 cali (szuter i śnieg)                                                                                   |
| Hamulce przód              | 355 mm, 4-tłoczkowe zaciski chłodzone wodą (asfalt) 300 mm, 4-tłoczkowe zaciski (szuter)                                        |
| Hamulce tył                | 300 mm, 4-tłoczkowe zaciski |
| Układ kierowniczy          | wspomagany hydraulicznie |
| Długość                    | 3948 mm |
| Szerokość                  | 1820 mm |
| Rozstaw osi                | 2461 mm |
| Rozstaw kół przód i tył    | 1618 mm |
| Masa własna                | 1200 kg |